# Зандберг (Бавария)
Зандберг (нем. Sandberg) — община в Германии, в земле Бавария.
Подчиняется административному округу Нижняя Франкония. Входит в состав района Рён-Грабфельд. Население составляет 2635 человек (на 31 декабря 2010 года). Занимает площадь 28,04 км².